# Journal of Environmental Medicine
Das Journal of Environmental Medicine war eine medizinische Fachzeitschrift mit dem Schwerpunkt Umweltmedizin. Sie erschien mit ihrem ersten und einzigen Jahrgang 1999. Herausgeber war John Wiley & Sons, Ltd. mit Sitz in Hoboken, New Jersey.
ISSN 1095-1539 (printed)
ISSN 1099-1301 (electronic)